# Czerwony żółw
Czerwony Żółw (fr. La tortue rouge, ang. The Red Turtle) – pełnometrażowy film animowany z 2016 roku w reżyserii Michaëla Dudok de Wita, nominowany do Oscara za najlepszy film animowany. Powstał w koprodukcji francusko-belgijsko-japońskiej.

## Opis fabuły
Pewien rozbitek ratuje się na tropikalnej wyspie. Początkowo to odludne miejsce jawi mu się jako więzienie, z którego próbuje za wszelką cenę uciec. Jednak jego nastawienie zaczyna się zmieniać, kiedy odkrywa tajemnice wyspy. Położona jest gdzieś w Azji; monolit skalny góruje nad jej pejzażem, a wokół gęsty las bambusowy. Rozbitek podejmuje próby opuszczenia wyspy budując tratwy które mimo że coraz solidniejsze, rozbijane przez nieznany czynnik.
Po każdej nieudanej próbie wraca na brzeg przypisując winę wielkiemu czerwonemu żółwiowi, którego widzi obok tratwy na morzu.
Gdy ten sam żółw wychodzi na plażę i niezdarnie gramoli się po piachu, rozbitka ogarnia gniew i wywraca żółwia na grzbiet. Bezbronny, bez możliwości powrotu do morza leży tak aż w końcu w rozbitku budzi się żal i zrasza pancerz żółwia wodą. Następuje niezwykła przemiana. Rozbitek zyskuje życie wypełnione pięknym mirażem, z którego nigdy nie wraca do twardej rzeczywistości.